# Bertniki
Bertniki (ukr. Бертники) – wieś na Ukrainie w rejonie czortkowskim, w rejonie monasterzyskim.
Do 2020 w rejonie monasterzyskim.

## Historia
W 1901 działała gorzelnia Sassa Nachmana.